# Winzlar
Winzlar ist ein Stadtteil der deutschen Stadt Rehburg-Loccum in Niedersachsen. Der Ort liegt am Westufer des Steinhuder Meeres.

## Geschichte
Bereits in vorchristlicher Zeit war die heutige Ortslage bewohnt. Bei Bauarbeiten 1969 wurden in einem Brandgrab aus der Bronzezeit eine goldene Gewandnadel und ein Bronzebecken gefunden. Winzlar wurde urkundlich erstmals 1196 erwähnt. Auf dem Haarberg zwischen Winzlar und Rehburg lag im Mittelalter die Siedlung Munichehausen mit der Stammburg des 1183 erstmals erwähnten Adelsgeschlechts Münchhausen. Die Stätte soll nach 1335 wüst gefallen sein. Ein Gedenkstein dort erinnert daran.
Am 1. März 1974 schloss sich die bis dahin eigenständige Gemeinde mit Rehburg, Münchehagen, Bad Rehburg und Loccum zur Stadt Rehburg-Loccum zusammen. Rehburg wurde Verwaltungssitz.

## Politik

### Ortsrat
Der Ortsrat, der Winzlar vertritt, setzt sich aus fünf Mitgliedern zusammen. Die Ratsmitglieder werden durch eine Kommunalwahl für jeweils fünf Jahre gewählt.
Bei der Kommunalwahl 2021 ergab sich folgende Sitzverteilung:
| Ortsrat 2021Insgesamt 5 Sitze - SPD: 2 - Grüne: 2 - CDU: 1 |

### Ortsbürgermeister
Ortsbürgermeister ist seit 2021 Markus Richter (Grüne).

## Sport
Der TV Eiche Winzlar mit den Sparten Fußball, Gymnastik, Taekwondo und Theater wurde 1910 gegründet und zählt 84 Mitglieder.

## Wirtschaft und Infrastruktur

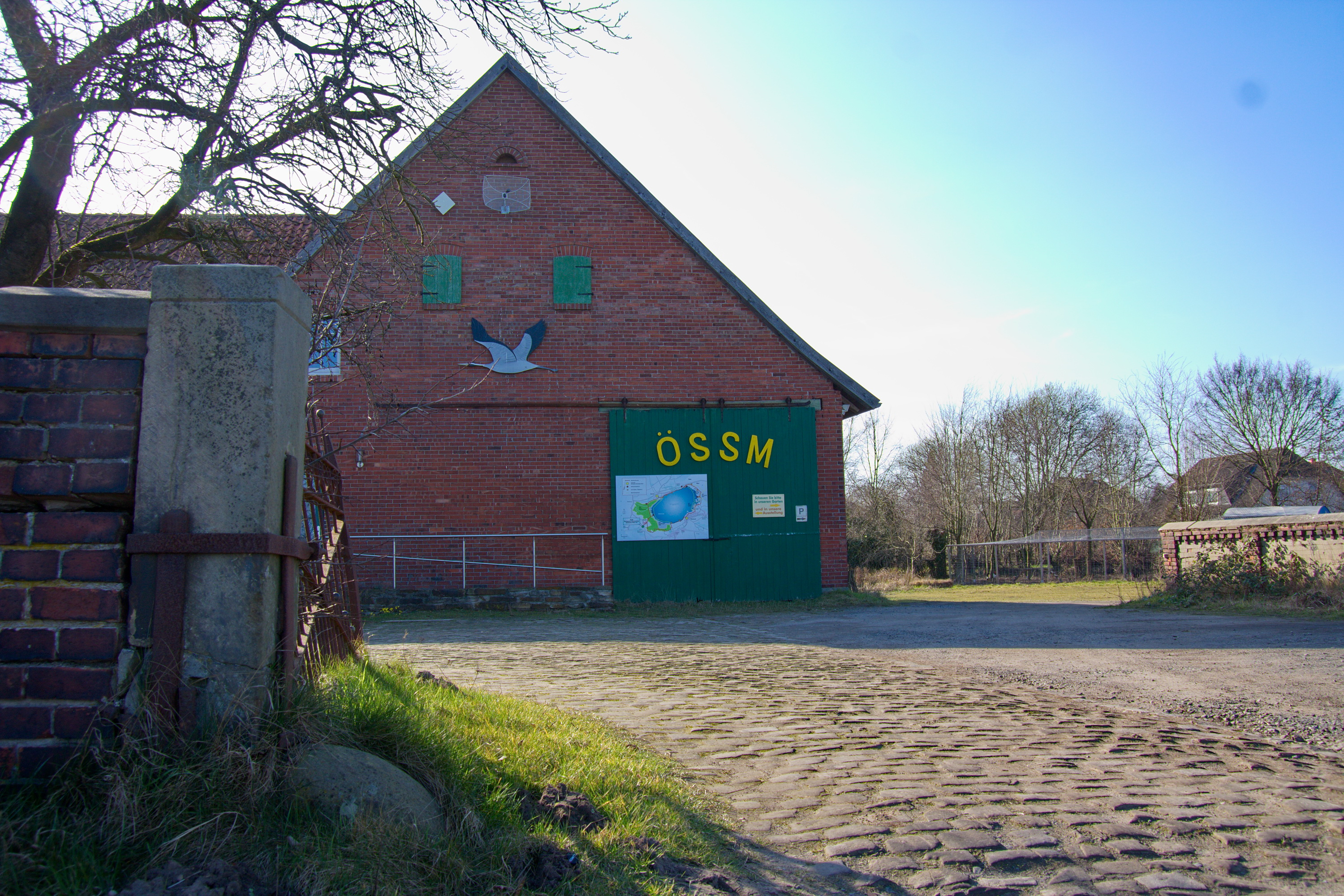
Ökologische Schutzstation

Die Ökologische Schutzstation Steinhuder Meer (ÖSSM) hat ihren Sitz in Winzlar.
Südlich des Ortes verläuft die Bundesstraße 441. Seit 1997 verkehrt ein Bürgerbus zwischen den Ortsteilen von Rehburg-Loccum, der den linienmäßigen Busverkehr ergänzt.

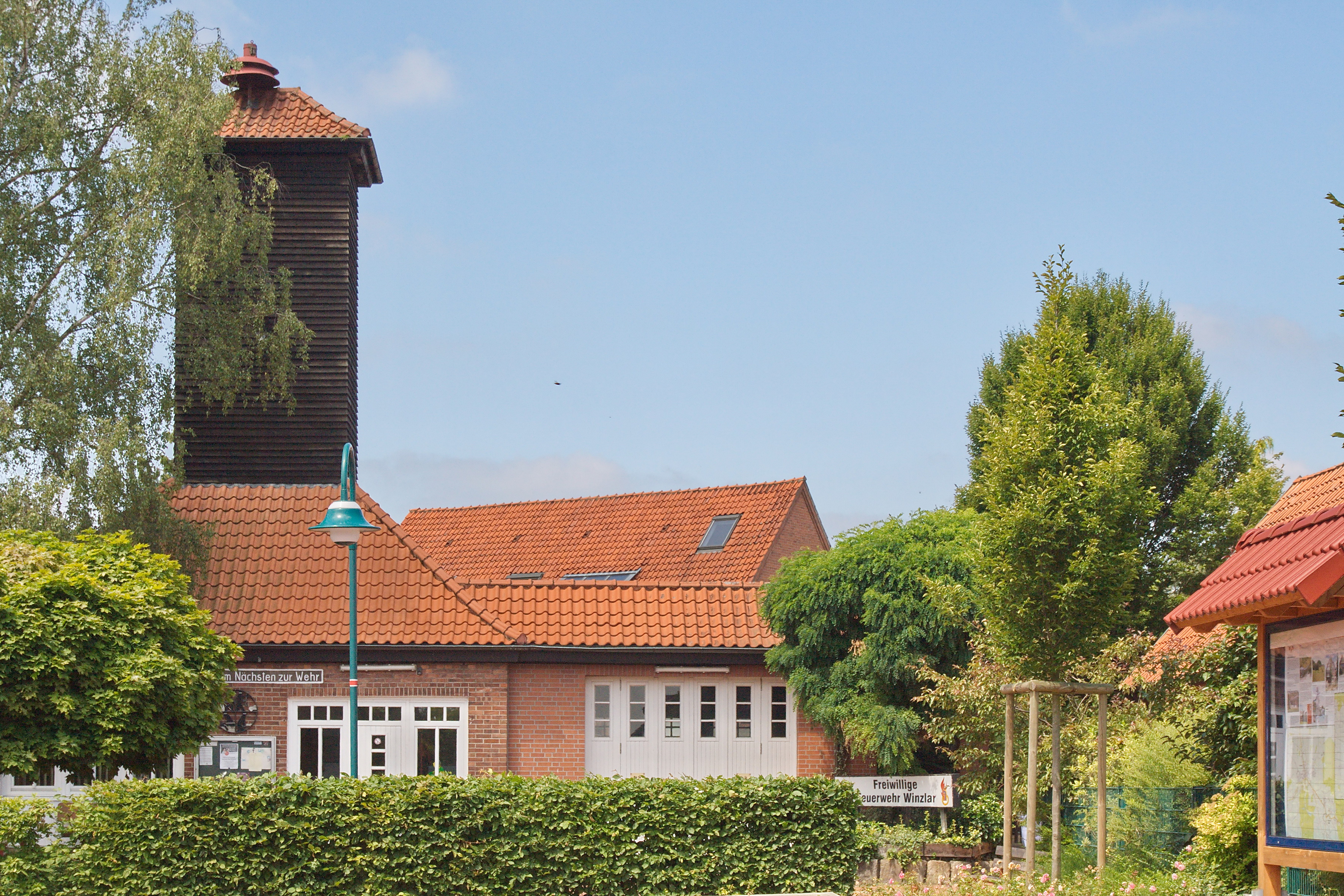
Feuerwehrhaus
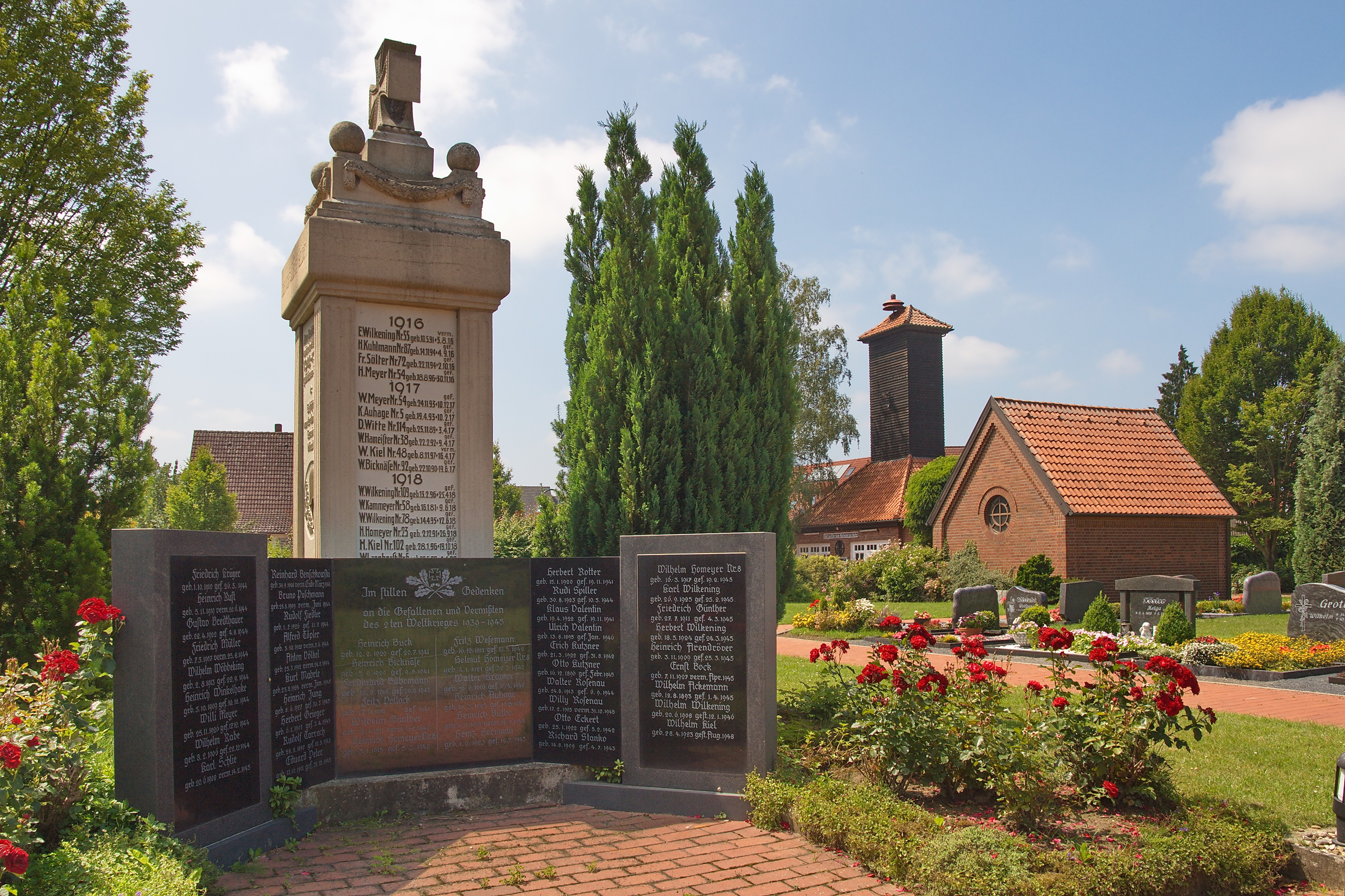
Kriegerdenkmal
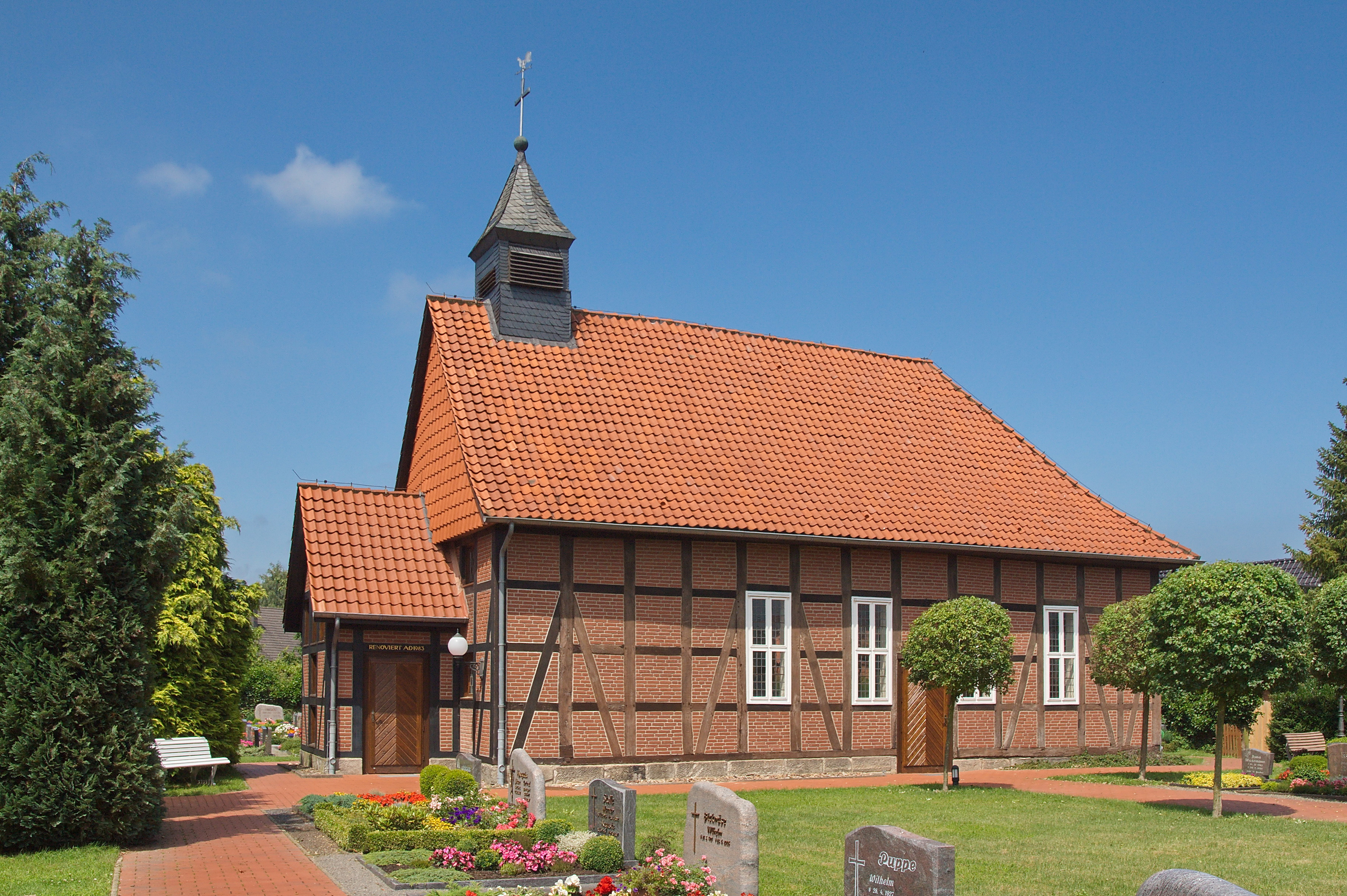
Kapelle von Winzlar
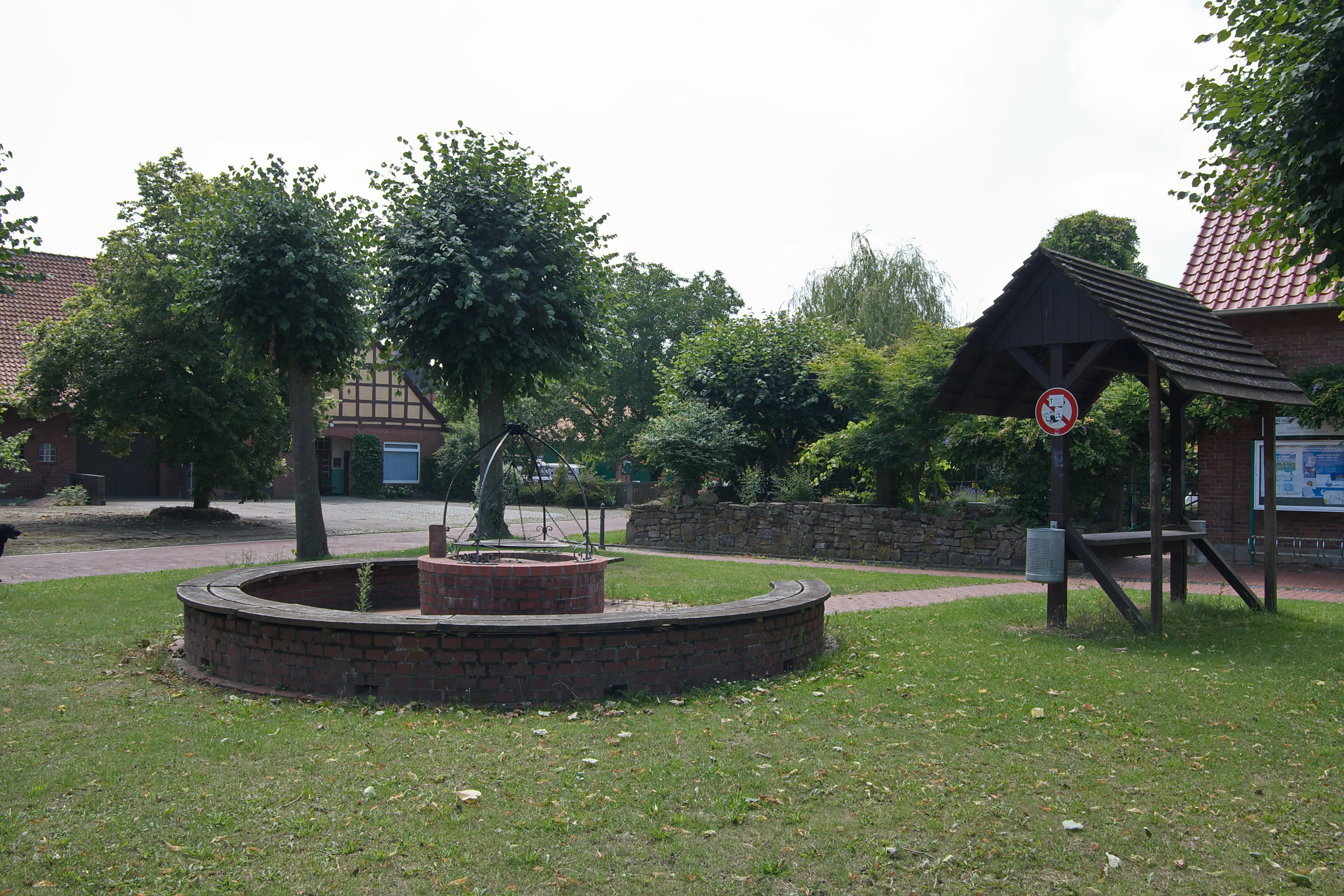
Dorfplatz